# ユストゥス・フォン・ドホナーニ
ユストゥス・フォン・ドホナーニ（Justus von Dohnányi, 1960年12月2日 - ）は、ドイツの俳優、脚本家、映画監督。姓はドナーニーやドッホナーニとも表記される。

## 経歴
リューベック生まれ。父は世界的に著名な指揮者のクリストフ・フォン・ドホナーニ。曾祖父エルンストはハンガリーのピアニスト・作曲家、祖父ハンスは法律家で反ナチの闘士、伯父クラウスはドイツ社会民主党の政治家でハンブルク市長を務めた。ハンブルク音楽・表現芸術高等学院で演劇を学ぶ。卒業後はフランクフルト市立劇場やハンブルクのタリア劇場の舞台に立つ。
1993年からドイツのテレビに出演しはじめる。映画初出演は1999年の『聖なる嘘つき その名はジェイコブ』（ロビン・ウィリアムズ主演）。その後もドイツのテレビドラマ・映画に数多く出演する。2001年には『es［エス］』の脇役でドイツ映画賞最優秀助演賞を受賞した。2004年には第二次世界大戦をテーマとした二つの映画『ヒトラー 〜最期の12日間〜』（ヴィルヘルム・ブルクドルフ役）と『Napola – Elite für den Führer」に出演した。2006年には映画『Bis zum Ellenbogen』で監督、脚本、プロデュース、出演を務めた。

## 主な出演作品
- 聖なる嘘つき/その名はジェイコブ Jakob the Liar（1999年）
- 007 ワールド・イズ・ノット・イナフ The World Is Not Enough（1999年）
- Bonhoeffer: Agent of Grace（2000年）
- es［エス］ Das Experiment（2001年）
- ホロコースト -アドルフ・ヒトラーの洗礼- Amen（2002年）
- エリート養成機関 ナポラ Napola – Elite für den Führer（2004年）
- ヒトラー 〜最期の12日間〜 Der Untergang（2004年）
- トロイの秘宝を追え! Der geheimnisvolle Schatz von Troja（2007年） ※テレビ映画
- ヒンデンブルグ 第三帝国の陰謀 Hindenburg（2011年）
- コッホ先生と僕らの革命 Der ganz große Traum（2011年）
- コーヒーをめぐる冒険 Oh Boy（2012年）
- ルートヴィヒ Ludwig II.（2012年）
- ミケランジェロ・プロジェクト The Monuments Men（2014年）
- 黄金のアデーレ 名画の帰還 Woman in Gold（2015年）
- ティム・ターラー 〜笑いを売った少年〜 Timm Thaler oder das verkaufte Lachen（2017年）
- 未来を乗り換えた男 Transit（2018年）
- お名前はアドルフ? Der Vorname（2018年）